# Kołtuszy
Kołtuszy (ros. Колтуши) – miasto w Rosji, w obwodzie leningradzkim, w rejonie wsiewołożskim. W 2010 była to dieriewnia licząca 173 mieszkańców. W 2023 dieriewnie Kołtuszy i Staraja (8868 mieszkańców w 2010) zostały połączone, tworząc nowe miasto o nazwie Kołtuszy.